# Хлебовська Лідія Мойсеївна
Лі́дія Мойсе́ївна Хлебо́вська — полковник медичної служби, заслужений лікар України (2019), учасниця російсько-української війни.

## Стислі відомості
Станом на серпень 2014-го та листопад 2019 року — начальниця клініки Військово-медичного клінічного центру Центрального регіону.

## Нагороди та вшанування
- Указом Президента України № 878/2019 від 4 грудня 2019 року «за особисті заслуги у зміцненні обороноздатності Української держави, мужність і самовіддані дії, виявлені у захисті державного суверенітету та територіальної цілісності України, зразкове виконання військового обов'язку» відзначена почесним званням «Заслужений лікар України»[1].